# Jean Arthur
Jean Arthur (17 tháng 10 năm 1900–19 tháng 6 năm 1991) là một nữ diễn viên Mỹ và là đại minh tinh của thập niên 1930, 1940. Bà được coi là hình tượng nữ hoàn hảo cho thể loại phim hài lập dị. Arthur còn được mệnh danh là "tinh hoa của hài kịch". Bà cũng được coi như nữ hoàng của Columbia Pictures những năm 30.
Arthur nổi tiếng nhất với bộ ba phim hài của Frank Capra: Mr. Deeds Goes to Town (1936), You Can't Take It With You (1938) và Mr. Smith Goes to Washington (1939). Một vai diễn đáng nhớ khác của bà là trong Shane (1953) của George Stevens, đây cũng là lần cuối cùng Arthur xuất hiện trên màn bạc.
Arthur nhận được một đề cử Oscar nữ chính năm 1944 cho diễn xuất trong The More the Merrier (1943).

## Thời niên thiếu
Gladys Georgianna Greene sinh ra tại Plattsburgh, New York, là con gái của Johanna Augusta Nelson và Hubert Sidney Greene. Bà tới sống ở Westbrook, Maine từ năm 1908 tới 1915 khi cha bà làm nhà nhiếp ảnh tại hãng phim Lamson ở Portland, Maine. Tuổi thơ nay đây mai đó, Arthur cũng có thời gian sống tại Jacksonville, Florida; Schenectady, New York; và học trung học ở Washington Heights giáp Manhattan. Bà là em gái út của ba anh trai. Ông tổ của gia đình là người di cư từ Na Uy đến lập nghiệp tại miền Tây. Gladys Greene đặt nghệ danh là Jean Arthur theo tên hai anh hùng vĩ đại nhất của mình là Joan of Arc (Jeanne d'Arc) và Vua Arthur.
Trước khi đến với điện ảnh, bà làm nhân viên tốc ký ở phố Bond, ngoại thành Manhattan trong Thế chiến I.

## Hôn nhân
Cuộc hôn nhân đầu tiên với nhà nhiếp ảnh Julian Anker năm 1928, kết thúc chỉ sau 1 ngày.
Bà kết hôn với nhà sản xuất phim Frank Ross Jr. năm 1932 và li dị năm 1949. Arthur không có con cái.

## Qua đời
Jean Arthur qua đời vì suy tim ở tuổi 90. Bà được hoả táng và tro được rải xuống biển gần Carmel-by-the-Sea, California.
Jean Arthur có một ngôi sao trên Đại lộ danh vọng Hollywood số 6331 Hollywood Blvd.

## Phim tham gia

### Phim truyện
| - Cameo Kirby (1923) - The Temple of Venus (1923) - Wine of Youth (1924) (chưa chắc chắn) - Biff Bang Buddy (1924) - Fast and Fearless (1924) - Bringin' Home the Bacon (1924) - Thundering Romance (1924) - Travelin' Fast (1924) - Seven Chances (1925) - The Drug Store Cowboy (1925) - The Fighting Smile (1925) - Tearin' Loose (1925) - A Man of Nerve (1925) - The Hurricane Horseman (1925) - Thundering Through (1925) - Under Fire (1926) - The Roaring Rider (1926) - Born to Battle (1926) - The Fighting Cheat (1926) - Double Daring (1926) - Lightning Bill (1926) - Twisted Triggers (1926) - The Cowboy Cops (1926) - The College Boob (1926) - The Block Signal (1926) - Winners of the Wilderness (1927) (chưa chắc chắn) - Husband Hunters (1927) - The Broken Gate (1927) - Horse Shoes (1927) - The Poor Nut (1927) - The Masked Menace (1927) - Flying Luck (1927) - Wallflowers (1928) - Easy Come, Easy Go (1928) - Warming Up (1928) - Brotherly Love (1928) - Sins of the Fathers (1928) - The Canary Murder Case (1929) - Stairs of Sand (1929) - The Mysterious Dr. Fu Manchu (1929) - The Greene Murder Case (1929) | - The Saturday Night Kid (1929) - Street of Chance (1930) - Young Eagles (1930) - Paramount on Parade (1930) - The Return of Dr. Fu Manchu (1930) - Danger Lights (1930) - The Silver Horde (1930) - The Gang Buster (1931) - The Virtuous Husband (1931) - The Lawyer's Secret (1931) - Ex-Bad Boy (1931) - Get That Venus (1933 33]]) - The Past of Mary Holmes (1933) - Whirlpool (1934) - The Most Precious Thing in Life (1934) - The Defense Rests (1934) - The Whole Town's Talking (1935) - Party Wire (1935) - Public Hero#1 (1935) - Diamond Jim (1935) - The Public Menace (1935) - If You Could Only Cook (1935) - Mr. Deeds Goes to Town (1936) - The Ex-Mrs. Bradford (1936) - Adventure in Manhattan (1936) - The Plainsman (1936) - More Than a Secretary (1936) - History Is Made at Night (1937) - Easy Living (1937) - You Can't Take It with You (1938) - Only Angels Have Wings (1939) - Mr. Smith Goes to Washington (1939) - Too Many Husbands (1940) - Arizona (1940) - The Devil and Miss Jones (1941) - The Talk of the Town (1942) - The More the Merrier (1943) - A Lady Takes a Chance (1943) - The Impatient Years (1944) - A Foreign Affair (1948) - Shane (1953) |

### Chương trình ngắn
| - Somebody Lied (1923) - Spring Fever (1923) - The Powerful Eye (1924) - Eight-Cylinder Bull (1926) - The Mad Racer (1926) | - Ridin' Rivals (1926) - Hello Lafayette (1927) - Bigger and Better Blondes (1927) - Screen Snapshots Series 9, No. 24 (1930) |